# 도련님 (소설)
《도련님》(일본어: 坊っちゃん 봇찬[*])은 일본의 작가 나쓰메 소세키의 소설 작품이다.
도쿄 출신의 주인공이 시골에 내려가 부임한 학교에서 장난이 심한 학생들과 모종의 도덕성이 결핍된 선생님들 사이에서 겪는 에피소드를 엮은 이야기이다.
소설 속 인물, '멧돼지'란 별명의 교사는 주인공과 마음이 통하는 유일한 사람으로, 특히 주인공이 그를 나쁜 사람으로 오해하여 멧돼지에게 얻어 먹은 팥빙수 값 1전 5리를 돌려주는 (약간은 유치한) 장면이 명장면이다. 이 대목은 일본을 연구한 인류학자 루스 베네딕트의 『국화와 칼』에도 인용되어 있다.

## 판본 정보
- 한국어판 (ISBN 978-89-323-1676-5)
- 도련님, 송태욱 역, 현암사, 2013.
- 도련님, 오유리 역, 문예출판사, 2001.

## 같이 보기
- 일본 문학